# Анна Лізаран
Анна Лізаран (31 серпня 1944, Аспаррагера, Іспанія — 11 січня 2013, Барселона, Іспанія) — іспанська акторка театру та кіно. 

## Вибіркова фільмографія
- Акторки (1997)
- Герої (2010)

## Нагороди
- Премія Гауді (2008)
- Премія Max (2001)